# Santa María Nativitas, Jiquipilco
Santa María Nativitas är en ort i Mexiko, tillhörande kommunen Jiquipilco i den nordvästra delen av delstaten Mexiko. Orten hade 1 943 invånare vid folkräkningen 2010.